# Nemes József (festőművész)
Haranglábi Nemes József (Nagyvárad, 1889. december 14. – Budapest, 1976. augusztus 2.) festő.

## Életpályája
Kezdetben Ferenczy Károly tanította Budapesten. 1912–1914 között Münchenben Hollósy Simonnál tanult. Az I. világháború után két évig Kernstok Károly tanította Nyergesújfalun. Berlinbe, majd Párizsba utazott – 10 évet töltött itt –, ahol a Julian és a Colarossi Akadémiát látogatta. 1933-ban tért haza. 1939-ben katonai szolgálatra hívták be; a művészeti csoport vezetője volt. 1944. őszén futárként, őrnagyi rangban vitte el a fegyverszüneti kérést tartalmazó levelet a szovjet kormányhoz. 1944 decemberétől a debreceni ideiglenes kormány sajtófőnöke és az összekötő szolgálat vezetője volt, alezredessé léptették elő. 1945–1949 között a Vallás- és Közoktatásügyi Minisztériumban, a külföldi tudományos és művészeti főosztály vezetője volt. 1946-ban művészettörténetből doktorált.
Bejárta Európa szinte minden országát, de Ázsiát és Afrikát is beutazta.
Sírja az Óbudai temetőben látogatható (14/1-II-36).

## Kiállításai

### Egyéni
- 1921, 1923, 1926, 1959, 1975 Budapest
- 1925 Párizs

### Válogatott, csoportos
- 1926, 1957 Budapest
- 1929 Párizs